# Pseudagrion lucidum
Pseudagrion lucidum là một loài chuồn chuồn kim trong họ Coenagrionidae.
Pseudagrion lucidum được miêu tả khoa học năm 1951 bởi Schmidt.